# Ограбление казино
«Ограбление казино» (англ. Killing Them Softly, букв. «Убить их аккуратно») — американская криминальная драма режиссёра Эндрю Доминика по роману Джорджа Хиггинса «Ремесло Когана» 1974 года. Премьера фильма состоялась на 65-м Каннском кинофестивале, где он боролся за главный приз — «Золотую пальмовую ветвь».

## Сюжет
На дворе осень 2008 года, во всём мире бушует экономический кризис, скоро выборы президента США. Джонни Амато по прозвищу «Бельчонок» (Винсент Куратола) нанимает своего знакомого Фрэнки (Скут Макнейри) и его приятеля-наркомана Рассела (Бен Мендельсон), чтобы ограбить подпольный покер-клуб, в котором играют различные криминальные авторитеты. Расчёт прост — владелец заведения Марки Траттмен (Рэй Лиотта) четыре года назад сам его ограбил, наняв двух людей. Несмотря на то, что позже он признался в содеянном, наказания не последовало. И поэтому теперь, если клуб снова обчистят, подозрения падут именно на Марки. Ограбление проходит удачно, все трое получают солидный куш.
Все подпольные игорные заведения в городе закрываются, мафия терпит убытки. Диллон, специалист по «силовому решению проблем», занимавшийся предыдущим налётом на казино, отправляет в город Джеки Когана (Брэд Питт). Первый шаг, который он обсуждает с Водителем (Ричард Дженкинс), ведущим переговоры от имени руководства местной мафии — допросить Траттмена «с пристрастием». Коган нанимает для этого Барри (Макс Каселла) и Стива (Тревор Лонг), которые так сильно избивают Траттмена, что тот попадает в больницу со сломанной челюстью и отбитой селезёнкой. Джеки сообщает, что с самого начала был уверен в непричастности Марки к последнему налёту, но считает необходимым всё равно убить его, чтобы успокоить владельцев и посетителей подпольных казино.
Тем временем Рассел решает вложить свою долю в партию героина и рассказывает об источнике средств Кенни (Джордж Кэрролл). Кенни тоже работает на Диллона, и вскоре информация о Расселе доходит до Когана, который вычисляет остальных участников налёта. Коган убивает Траттмена и берётся устранить Рассела и Фрэнки, но не Амато, которого планирует поручить Микки (Джеймс Гандольфини), опытному киллеру из Нью-Йорка. Коган рассказывает Водителю, что предпочитает «убивать аккуратно», с расстояния и внезапно — жертва не должна испытывать страх и просить пощады. Амато знает Когана в лицо, и это может привести к ненужным осложнениям. Когда прилетает Микки, то выясняется, что он больше ни на что не годен — сообщает Когану, что нарушил подписку о невыезде и уходит в многодневный запой.
Коган решает закончить работу самостоятельно. Рассела к этому времени арестовывают во Флориде с большим пакетом героина. Коган находит в баре Фрэнки и говорит ему, что знает всё про налёт на казино, но у Фрэнки есть второй шанс, если тот поможет в убийстве Амато. Перепуганный Фрэнки соглашается, и вечером они с Коганом в машине поджидают Амато возле дома его любовницы. Когда появляется Амато, Коган убивает его из дробовика и уезжает вместе с Фрэнки. На подземной парковке Коган выходит из машины, даёт указания Фрэнки, как тому действовать дальше, и внезапно убивает его выстрелом в голову из револьвера.
В ночь после президентских выборов Коган встречается с Водителем в баре, чтобы получить плату за три убийства. Водитель передаёт ему конверт, в котором оказывается 30 000 долларов, по 10 тысяч за каждое убийство. Коган заявляет, что ему недоплатили, поскольку Микки взял бы за Амато 15 000. Водитель ссылается на экономический кризис и на то, что Диллон берёт 10 тысяч. Коган отвечает, что Диллон умер утром, и требует доплаты.

## В ролях
| Актёр              | Роль                     |
| ------------------ | ------------------------ |
| Брэд Питт          | Джеки Коган              |
| Скут Макнейри      | Фрэнки                   |
| Бен Мендельсон     | Рассел                   |
| Ричард Дженкинс    | Водитель                 |
| Джеймс Гандольфини | Микки Фэллон             |
| Рэй Лиотта         | Марки Траттмен           |
| Винсент Куратола   | Джонни «Бельчонок» Амато |
| Сэм Шепард         | Диллон                   |
| Джордж Кэрролл     | Кенни                    |
| Макс Каселла       | Барри Каприо             |
| Тревор Лонг        | Стив Каприо              |

## Производство
Фильм основан на романе Джорджа Хиггинса «Ремесло Когана» 1974 года. «Ограбление казино» снималось в Новом Орлеане по финансовым причинам, но действие, как и в романе, происходит в Бостоне, на что указывают названия улиц и акцент персонажей.
О проекте было объявлено в ноябре 2010 года, когда Брэд Питт сообщил, что ведёт переговоры об исполнении главной роли в фильме. Питт присоединился к проекту в следующем месяце. Остальные роли были распределены в начале 2011 года. Съёмки фильма начались в Луизиане в марте 2011 года.

## Критика
Постоянные отсылки к экономическому кризису 2008 года показались некоторым критикам слишком навязчивыми. Обозреватели Дана Стивенс (Slate) и Энтони Скотт (The New York Times), сравнивая «Ограбление казино» с осуществлённой почти сорок лет назад Питером Йетсом экранизацией первого романа Хиггинса «Друзья Эдди Койла», обращают внимание на то, что настойчивые попытки Эндрю Доминика увязать сюжет о мафиозных разборках с глобальными событиями в современной экономике помешали режиссёру перенести на экран самое ценное из романа-первоисточника — детальное описание персонажей.
Рейтинг фильма на агрегаторе Rotten Tomatoes составляет 74 %, средняя оценка — 6,8 по 10-балльной шкале.

## Награды и номинации
- 2012 — участие в основной конкурсной программе 65-го Каннского кинофестиваля — Эндрю Доминик[15][16].